# Source Input Format
Source Input Format (SIF) — определенный в стандарте MPEG-1 формат хранения и передачи цифрового видео.
- 625/50 Формат SIF в PAL/SECAM имеет разрешение 352 (или 360) × 288 пикселей при частоте 25 кадров в секунду.
- 525/59.94 Формат SIF в NTSC имеет разрешение 352 (или 360) × 240 пикселей при частоте 29,99 кадра в секунду.

В сравнении со спецификацией CCIR_601, определяющей соответствующие ей параметры цифрового кодирования телевизионных сигналов, SIF может быть охарактеризован как сокращенный наполовину по высоте и ширине, частоте и цветности.
SIF также называют «битовым потоком с ограниченными параметрами».
SIF также применяется для трансляции мобильного телевидения в формате DVB-H.

## Разновидности формата

Визуальное сравнение видеоразрешений

Таблица иллюстрирует разновидности данного формата.
| Название формата | Разрешение |
| ---------------- | ---------- |
| SQSIF            | 128 × 96   |
| QSIF             | 176 × 120  |
| SIF              | 352 × 240  |
| 4SIF             | 704 × 480  |
| 16SIF            | 1408 × 960 |